# Cárdenas (La Rioja)
Pour les articles homonymes, voir Cárdenas.
Cárdenas est une commune de la communauté autonome de La Rioja, en Espagne.

## Démographie
| 1900 | 1910 | 1920 | 1930 | 1940 | 1950 | 1960 | 1970 | 1981 |
| ---- | ---- | ---- | ---- | ---- | ---- | ---- | ---- | ---- |
| 441  | 349  | 421  | 447  | 488  | 514  | 438  | 381  | 303  |

| 1991 | 2001 | 2010 | - | - | - | - | - | - |
| ---- | ---- | ---- | - | - | - | - | - | - |
| 264  | 252  | 178  | - | - | - | - | - | - |

## Administration

### Conseil municipal
La ville de Cárdenas comptait 136 habitants aux élections municipales du 26 mai 2019. Son conseil municipal (en espagnol : Pleno del Ayuntamiento) se compose donc de 5 élus.
| Parti | Parti                                    | Voix | %       | Élus  |
| ----- | ---------------------------------------- | ---- | ------- | ----- |
|       | Parti socialiste ouvrier espagnol (PSOE) | 34   | 47,22 % | 3 / 5 |
|       | Parti populaire (PP)                     | 35   | 48,61 % | 2 / 5 |
|       | Partido Riojano (PR+)                    | 3    | 4,17 %  | 0 / 5 |

### Liste des maires
| Mandat    | Maire | Maire                            | Parti |
| --------- | ----- | -------------------------------- | ----- |
| 1979-1983 |       | Bonifacio Martínez Bobadilla     | UCD   |
| 1983-1987 |       | Bonifacio Martínez Bobadilla     | AP    |
| 1987-1991 |       | Commission de gestion            | -     |
| 1991-1995 |       | Julián Orodea Morga              | CDS   |
| 1995-1999 |       | Antonio Mª Martínez Terreros     | PP    |
| 1999-2003 |       | Antonio Mª Martínez Terreros     | PP    |
| 2003-2007 |       | Antonio Mª Martínez Terreros     | PP    |
| 2007-2011 |       | Servando Jesús Martínez Martínez | PP    |
| 2011-2015 |       | Gregorio Ramiro García Terreros  | PP    |
| 2015-2019 |       | Lorenzo de Pablo Acha            | PP    |
| 2019-2023 |       | José Antonio García De Pablo     | PSOE  |